# Anachronismus
Anachronismus (z řeckého ana – proti a chronos – čas) je umístění nějaké věci, představy nebo jevu do jiné doby než té, kam skutečně patří. Může znamenat také přežitek, zastaralý zvyk nebo názor.

## Původ

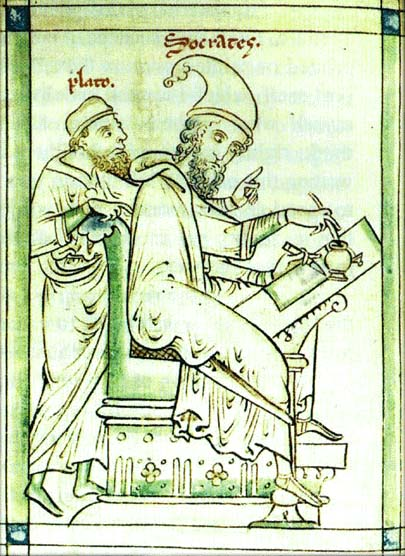
Středověký písař nakreslil Sokrata samozřejmě jako současníka

Dojem anachronismu může vznikat jen v kulturách, které mají výrazné povědomí o historii a kladou na historický vývoj velký důraz. Ve starší evropské kultuře až do 19. století bylo zcela běžné, že se postavy dávné historie zobrazovaly v soudobých krojích, dávná města vypadala jako současná a nikomu to nepřipadalo podivné nebo dokonce směšné. Takových anachronismů je plná starší literatura (např. Shakespeare) i výtvarné umění, kde se biblické postavy, světci i hrdinové běžně zobrazovali jako současníci.
Teprve historismus 19. století probudil obecné povědomí o historické proměnlivosti kultury a společnosti a začal vyžadovat „historicky věrné“ zobrazení minulých událostí a postav. Tak v české „generaci Národního divadla“ se umělci snažili zobrazovat Praotce Čecha nebo Záboje v domnělých slovanských krojích 8. století, které si ovšem museli vymyslet. Na Alšových kresbách jsou bojovníci oblečeni jako černohorští horalé jeho doby, mají neolitické mlaty a k nim kovové ozdoby z raného středověku. Teprve tento důraz na historickou věrnost tak probudil i vnímání anachroničnosti.

## Typy anachronismů
Anachronismus je tedy cizorodý, nedobový čili anachronický prvek, nápadný svou nečasovostí. Vzniká nejčastěji mimovolně, tím, že člověk naivně promítá představy, skutečnosti a hodnocení své doby do minulosti. Tak ukázal Emanuel Rádl v díle „Válka Čechů s Němci“, že je anachronické promítat do středověku moderní představu národa a třeba se ptát, zda byl Karel IV. Lucemburčan, Francouz nebo Čech.

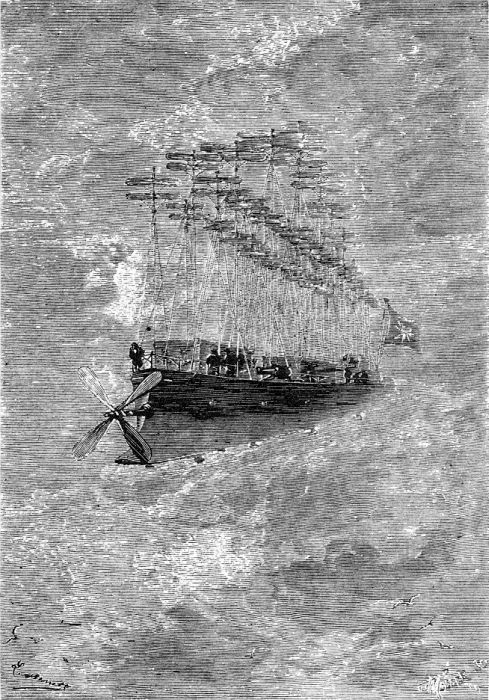
Ilustrace z Verneova Robura dobyvatele říká víc o své době (1885) než o budoucnosti

Anachronismus ale může být také použit vědomě jako literární prostředek, jímž autor nastavuje zrcadlo své době, jako například v humoristickém románu „Výlet pana Broučka do 15. století“ Svatopluka Čecha, v románu „Yankee na dvoře krále Artuše“ od Marka Twaina nebo v populárních komiksech o Asterixovi. V takové konfrontaci s jinou dobou totiž teprve vyniknou typické rysy současnosti, pro nás samozřejmé, jež však autor může představit jako problematické, směšné nebo trapné.
Anachronismy se pochopitelně hojně vyskytují ve futuristické a sci-fi literatuře, protože její autoři nutně promítají do budoucnosti své vlastní představy. Když ovšem dílo zestárne, vyniknou jeho anachronické rysy, jako například ve Verneových románech a jejich dobových ilustracích, a dávají dílu naopak jistý půvab zastaralosti.

## Tvořivý anachronismus
Na rozdíl od vědecko-fantastické literatury a nálady šedesátých let 20. století se zájem v posledních desetiletích obrací často do fantazijní minulosti, která se ukazuje být zajímavějším pozadím pro dobrodružné příběhy „ze středověku“ s draky, rytíři a čarodějnicemi, jako jsou fantastické historizující filmy nebo romány J. R. R. Tolkiena a mnoha jiných.
Zejména v USA vzniklo celé „hnutí pro kreativní anachronismus“ (Society for Creative Anachronism, SCA), jehož členové zakládají fiktivní „říše“ a rozvíjejí v nich různé hry a své fantazijní příběhy. Množství podobných produktů je k dispozici i jako počítačové hry.